# 淺蔥鼠
淺蔥鼠（日语：浅葱鼠／あさぎねず）是日本傳統色系裡的一種藍綠色系的顏色，由淺蔥色加上鼠色（灰色）混合而成。

## 發展
淺蔥鼠曾流行於江戶時代的日本。淺蔥色是江戶時代受武士歡迎的色系，發展過程中派生出各種藍綠色系顏色，而當時武士間亦流行鼠色，淺蔥鼠色便應運而生。
此色被描述為「近似陰天的顏色」。

## 流行文化
日本印章商旗牌公司，在2015年紀念創業95周年時，推出五款「紀念色印章」，其中一種印章的主題顏色就是淺蔥鼠色。
在日本流行文化中，淺蔥鼠是9月17日的誕生色，色語為「沈着冷靜、直覺、同情」。